# Steve Hackett
Stephen Richard „Steve“ Hackett (* 12. února 1950, Pimlico, Londýn, Anglie, Spojené království) je britský zpěvák-skladatel a kytarista, který se proslavil jako člen britské progresivně rockové skupiny Genesis, do které přišel v roce 1970 a odešel v roce 1977 věnovat se sólové kariéře. Hackett společně s Genesis vydal šest studiových, tři živá alba a sedm singlů.